# Imperia
|  | Per a altres significats, vegeu «província d'Imperia». |

Imperia és un comune (municipi) italià de la província d'Imperia, a la regió de la Ligúria. L'1 de gener de 2018 tenia 42.318 habitants.
Imperia és la capital de la seva província homònima, tot i no ser la ciutat més poblada. De fet, el municipi amb més habitants és Sanremo. Únicament en 3 més províncies italianes la capital no és la ciutat més poblada.
El municipi va néixer l'any 1923 de la unificaciò administrativa de les localitats de Oneglia i Porto Maurizio, a banda i banda del riu Impero, que travessa la ciutat i desemboca en el Mar Lígur.
El 2004 s'hi jugaren els Campionats Internacionals de Pilota, amb la modalitat local de Pallone.